# Młyn w Kervern
Młyn w Kervern – wzniesiony w 1637 roku. Od 1964 roku została wpisana do rejestru zabytków.

## Lokalizacja
Młyn zlokalizowany jest w Kervern nad rzeką Ruisseau du Moulin de Kervern, w miejscowości Plévin, w departamencie Côtes-d’Armor, w regionie Bretania.

## Opis
Młyn został wybudowany w 1637 roku. Na portalu wejściowym została wykuta data 1770. 
Zbudowany jest z granitu i łupków ilastych. Budynek jest parterowy, posiada dwuspadowy dach z otwartym szczytem. Głównym elementem pokrycia jest łupek. Jest to młyn wodny z kołem podsiębiernym. 